# Enrique Vargas González
Enrique Vargas González, más conocido bajo el nombre de Minuto (Sevilla, 21 de diciembre de 1870-ib., 20 de junio de 1930), fue un torero español.

## Biografía
Debe su apodo a su pequeño tamaño. Ha dejado detrás de él la leyenda de un extraño personaje, su aguda inteligencia, pero probablemente desequilibrada, ya que él comete un asesinato durante la Primera Guerra Mundial, lo que le valió ser condenado a trabajos forzados. Minuto es perdonado por la reina después de la intervención de Joselito y Juan Belmonte, pero termina tristemente su vida en el hospicio, en ruinas, en el descenso a la locura, después de la acumulación de escándalos.

## Carrera
Desde los quince años, forma una cuadrilla con jóvenes de su edad y desde el 30 de noviembre de 1890, toma su alternativa en Sevilla con El Gallo como padrino. Su confirmación de alternativa tiene lugar en Madrid el 17 de mayo de 1892, con «Lagartijo» como padrino, con toros de laganadería Concha y Sierra.
Excelente técnico, especialmente peculiar, era considerado como una curiosidad del ruedo, y era muy popular entre el público, sin ser un gran torero.
Abandona el oficio en 1899 para abrir un café que quiebra rápidamente, y vuelve al ruedo en 1905. Pero ya no cuenta con el favor del público. Hace gira en Francia, donde torea en Bayona, Arlés, Nimes. Su prestación en Nimes en 1894 es buena; en cambio aquella de Bayona en 1895, con toros de la Camarga es un desastre.
El destino le golpea porque el 18 de agosto de 1899, el sorteo le reserva los toros más pesados, insuperables, contra los que lucha antes de fallar en el momento del golpe, obligando al puntillero completar la muerte del animal desde el callejón, lo que provoca un gran escándalo.